# ENCI-groeve

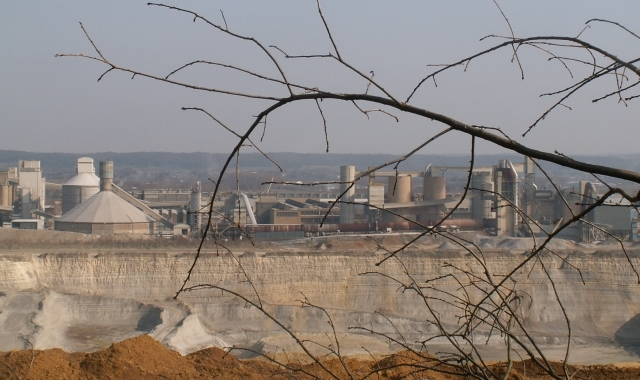
Overzicht ENCI-groeve in 2004

De ENCI-groeve is een kalksteengroeve aan de Maaszijde van de Sint-Pietersberg (onderdeel van het Plateau van Caestert) in de Nederlandse gemeente Maastricht. Dagbouwwinning van kalksteen ("mergel") begon hier in 1926 met de oprichting van de Eerste Nederlandse Cement Industrie (ENCI). Kalksteen is een belangrijke grondstof voor de cementproductie. De mergelwinning werd op 1 juli 2018 definitief stopgezet.
Enkele kilometers zuidelijker in België bevinden zich nog twee groeves van de CBR, te weten de Groeve Romontbos en de Groeve CBR, die beide kalksteen leveren aan de cementfabriek CBR Lixhe.

## Geschiedenis

### Ondergrondse kalksteengroeven

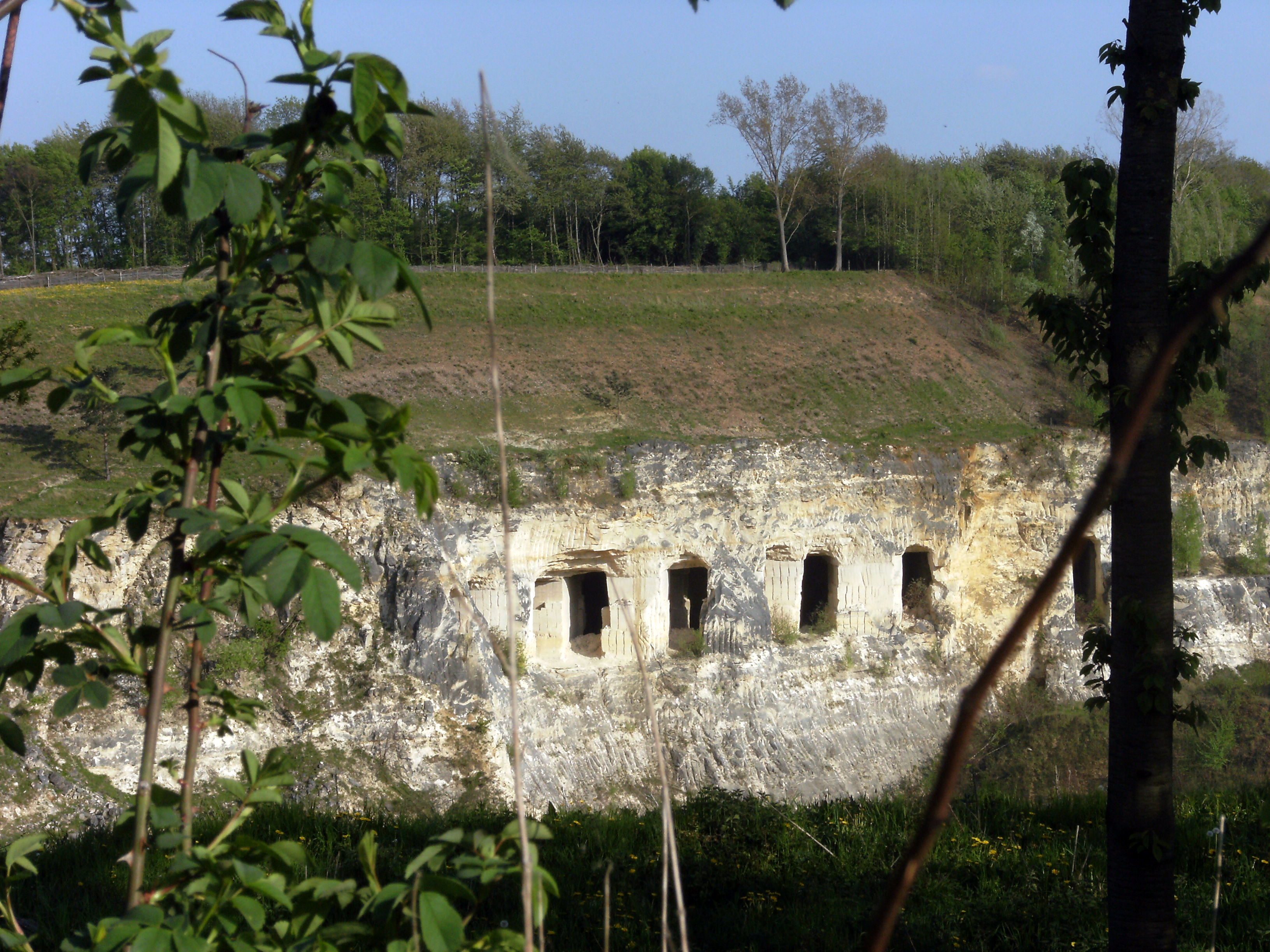
Ondergrondse mergelgangen door afgravingen aan het licht gekomen

Al vanouds vond in het gebied ondergrondse kalksteenwinning plaats in zogenaamde "mergelgroeven". Veel Maastrichtse kerken en andere gebouwen zijn gebouwd met "mergel" uit de Sint-Pietersberg. Als gevolg van de grootschalige dagbouwexploitatie van krijtgesteente in de 20e eeuw is een groot deel (90%) van het ca 150 hectare (ha) grote ondergrondse gangenstelsel verdwenen. Overgebleven zijn:
- Zuidelijk Gangenstelsel. Een klein gedeelte, grenzend aan België, is nog bestaand.
- stelsel Slavante. Op enkele gangen de omgeving van Kasteelruïne Lichtenberg na verdwenen.[1]
- Zonneberg. Voor de helft behouden en in gebruik voor toeristische rondleidingen, maar gebieden Wilde Berg deels verdwenen en Zwarte Berg helemaal.
- Noordelijk Gangenstelsel. Deels ingestort en deels in gebruik voor toeristische rondleidingen.
- Groeve Nieuw Maarendal. Rond 1997 aangesneden door de ENCI-groeve en sindsdien helemaal afgegraven
- Groeve Oud Maarendal. Sinds eind maart 2008 aangesneden door de ENCI-groeve. De groeve was vanaf omstreeks 1926 niet meer toegankelijk omdat de ingang bedolven was. De groeve is veel groter dan alle verwachtingen en heeft een oud gedeelte met hoge gangen en een nieuwer gedeelte met lagere gangen.

### Tijdlijn mergelexploitatie ENCI

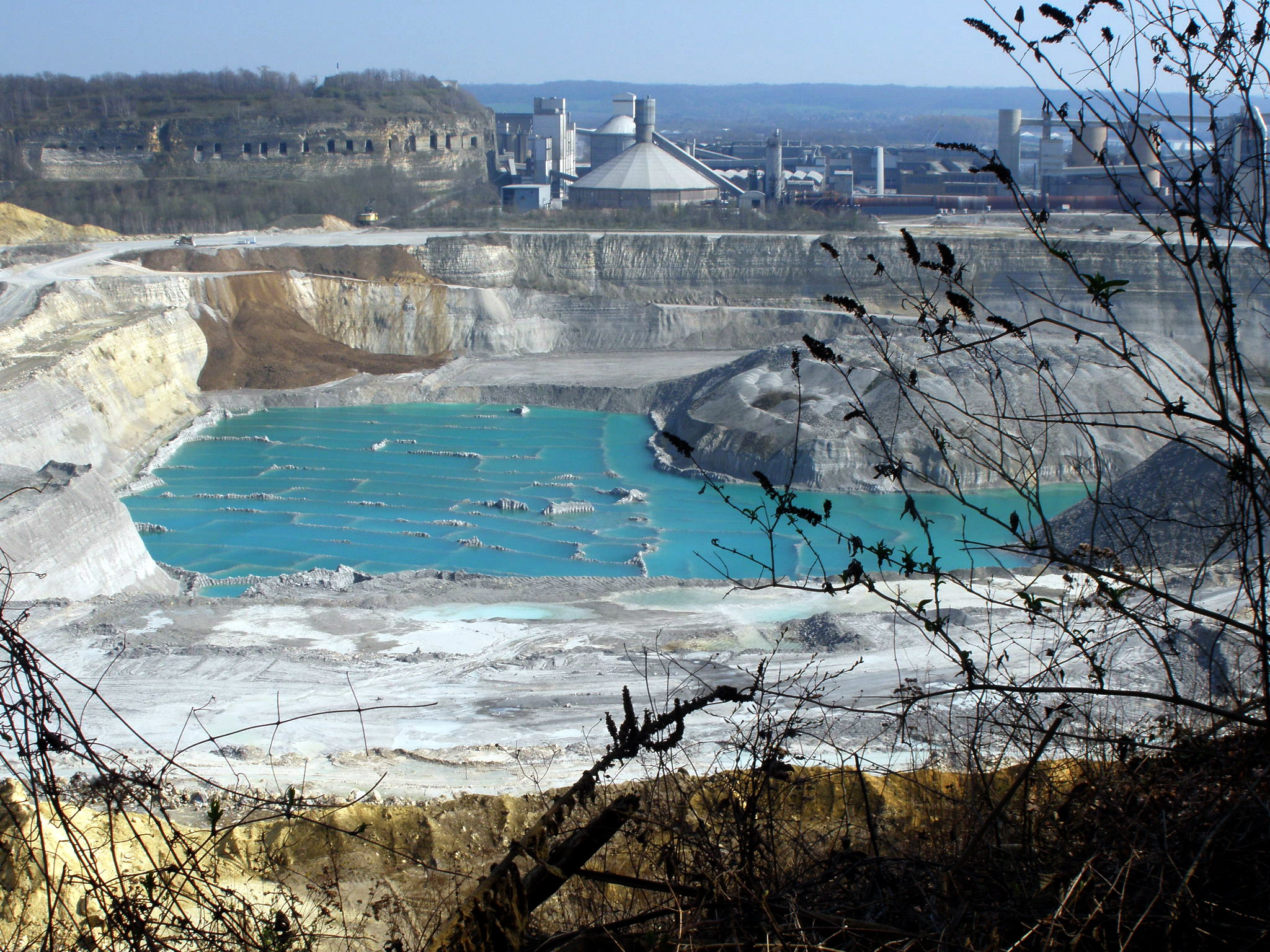
Ondergelopen deel van de groeve in 2012. Op de achtergrond de ENCI

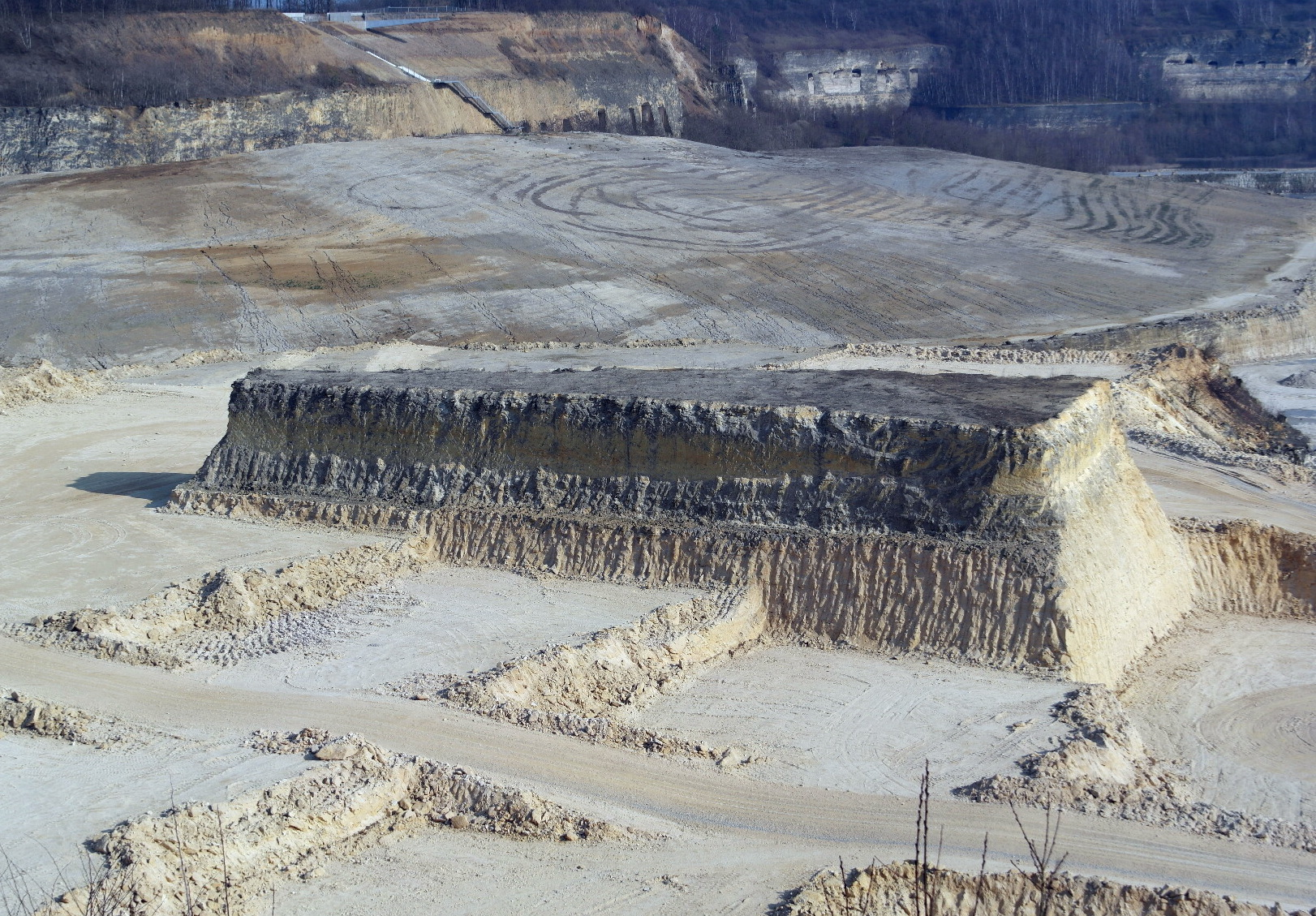
Deel van de groeve in 2016

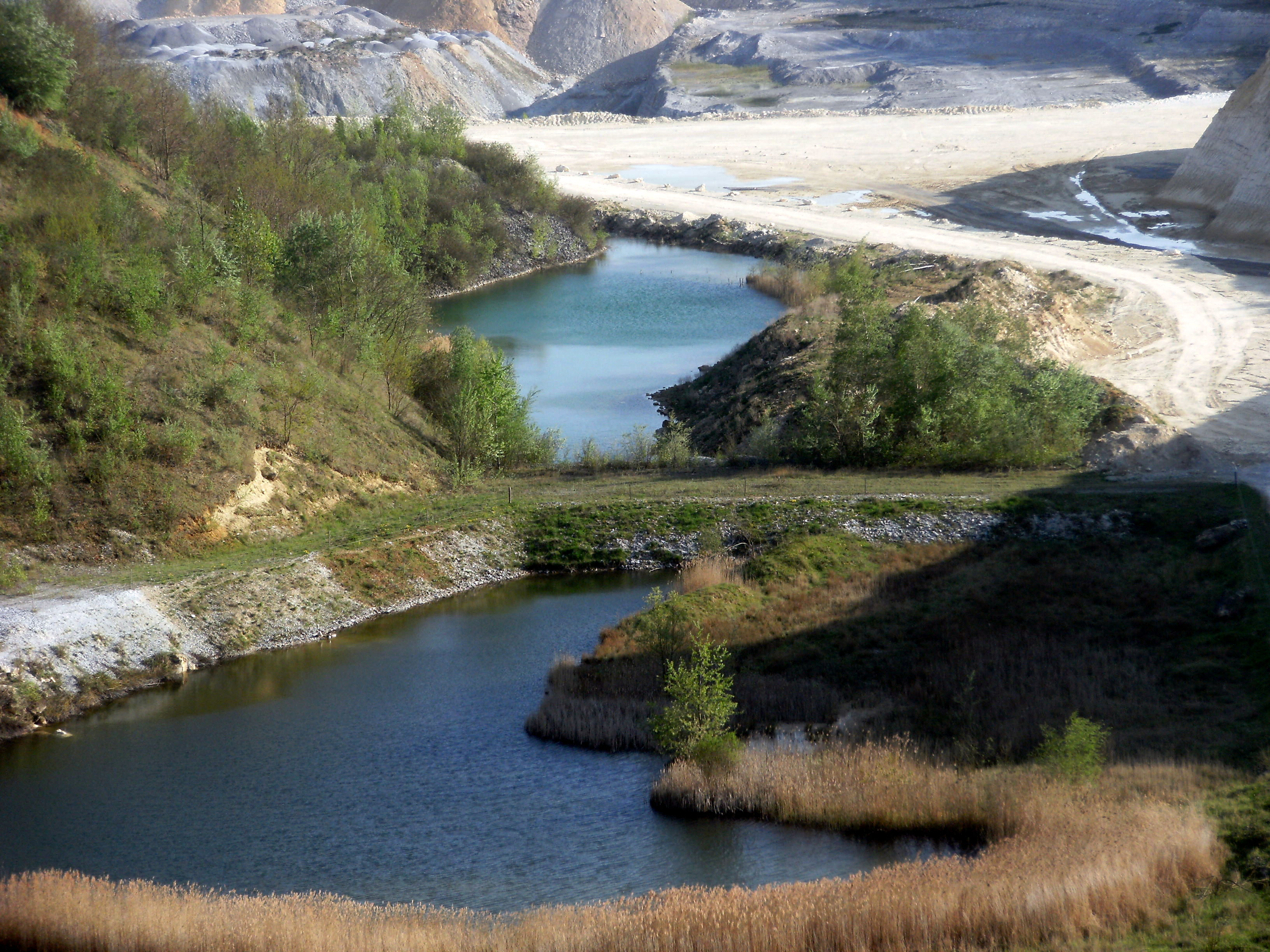
Natuurontwikkeling in de groeve

- 1921 - Na de liquidatie van de concessiehouder NAKAM worden de gronden rond de hoeve en groeve Lichtenberg op de Sint-Pietersberg samen met de groeve Sint Pieter in 1921 door het Belgische CBR overgenomen.
- 1925 - CBR krijgt van de gemeente Maastricht vergunning voor het bouwen van een cementfabriek.
- 1926 - De "Naamloze Vennootschap Eerste Nederlandsche Cement Industrie" opgericht.
- 1927 - De bouw van de cementfabriek te Maastricht van start en in 1928 wordt de eerste oven aangestoken.
- 1948 - In oktober 1948 verlenen de Gedeputeerde Staten aan de ENCI de concessie om gedurende 60 jaar en over een gebied van 90 ha een kalksteengroeve te exploiteren.
- 1962 - De ENCI vraagt een uitbreiding van de concessie in noordelijke richting van 31 ha om de productie tot 1991 te kunnen dekken.
- 1966 - De ENCI krijgt een nieuwe vergunning met de verplichting de groeve aan het eind van de gegunde exploitatieperiode af te werken.
- 1976 - De ENCI vraagt een vergunning aan voor het afgraven van 433 ha van het plateau van Margraten.
- 1988 - De ENCI krijgt een concessie om kalksteen te winnen binnen de vastgestelde grenzen van het concessiegebied met een totale oppervlakte van 216 ha tot een diepte van Normaal Amsterdams Peil (NAP) +5 meter.
- 1989 - De provincie besluit dat de ontgronding van het plateau van Margraten niet wordt toegestaan.
- 2003 - De grenzen van de concessies zijn bereikt. Om toch te kunnen blijven produceren zijn nieuwe productieprocessen ontwikkeld. ENCI wil kalksteen winnen in diepere lagen om zodoende 'Gulpens krijt' (onderste lagen) te mengen met Maastrichts krijt (hogere lagen) en zodoende de levensduur van de groeve te verlengen. Het verzoek om de groeve nog eens 40 meter, tot -35 m NAP, uit te diepen wordt door de provincie afgewezen omdat een onderzoek van TNO uitwijst dat de groevebodem dan zou openbreken onder de druk van het opkwellend en zwaar verontreinigde carboonwater dat een stijghoogte heeft van +58 m NAP (15 meter boven het niveau van de Maas).
- 2007 - ENCI wil ook na 2009 doorgaan met mergelwinning maar stuit op groot verzet bij actiegroepen zoals ENCI-STOP en het burgerinitiatief "Sint-Pietersberg Adembenemend".
- 2008 - Medewerkers van ENCI starten een burgerinitiatief voor kalksteenwinning tot 2020.
- 2008 - GroenLinks Maastricht vraagt de inwoners van Maastricht en andere belangstellenden ideeën te bedenken wat de toekomstige bestemming voor de groeve moeten worden.
- 2009 - ENCI, Vereniging Natuurmonumenten, de provincie Limburg, de gemeente Maastricht en de stichting St.-Pietersberg Adembenemend ontwikkelen samen een Plan van Transformatie voor het ENCI-gebied.
- 2010 - De vijf partijen ondertekenen een overeenkomst om het Plan van Transformatie uit te voeren.
- 2017 - De groeve wordt op 12 april opengesteld voor het publiek, maar op 2 juni voor onbepaalde tijd gesloten vanwege de grote overlast die de ruim 90.000 bezoekers in korte tijd hebben veroorzaakt.
- 2018 - De mergelwinning werd op 1 juli 2018 definitief stopgezet en de klinkerproductie op 29 maart 2019. De cementfabriek zal blijven bestaan, maar de klinker zal voortaan uit België (Antoing) worden aangevoerd. De groeve zal grotendeels aan de natuur worden teruggegeven en afgewerkt. Het bedrijfsterrein van ENCI wordt klaargestoomd voor een nieuwe toekomst met aanvullende werkgelegenheid door de vestiging van externe bedrijven.
- 2019 - HeidelbergCement besluit dat de productie van cement door de ENCI in juni 2020 stopgezet zal worden.
- 2020 - Op 2 januari draagt de provincie Limburg (tijdelijke eigenaar) het eigendom en de beheerplicht van de ENCI-groeve over aan Natuurmonumenten. Er bestaat op dat moment nog geen overeenkomst over de toekomst van het gebied.[2]

### Recente ontwikkelingen
De toekomstplannen van ENCI zijn vastgelegd in het 'Plan van Transformatie ENCI-gebied'. Hierover is in 2009 overeenstemming bereikt tussen ENCI, Natuurmonumenten (toekomstig eigenaar groeve), de provincie Limburg, de gemeente Maastricht en de stichting Sint-Pietersberg Adembenemend. Dit plan richt zich op de bestemming en inrichting van de kalksteengroeve, de overgangszone, het huidige en toekomstige bedrijventerrein en de kade. De commerciële mergelwinning door ENCI stopte volgens plan op 1 juli 2018. De ovens voor de klinkerproductie, het halffabricaat voor de cementbereiding, doofden op 29 maart 2019. ENCI voerde de klinker daarna van elders aan en zal volgens plan tot 2020 cement blijven produceren in Maastricht.
Essentieel onderdeel van het Plan van Transformatie is het vestigen van externe bedrijven op het 33 ha grote fabrieksterrein. Het unieke terrein voor watergebonden industrie wordt omgevormd tot een multi-user bedrijvenpark met een verscheidenheid aan bedrijven. ENCI zocht specifiek naar innovatieve bedrijven gericht op 'Het Nieuwe Bouwen' en de 'Groene Maakindustrie'. Het bedrijf Inashco dat sinds 2013 op het ENCI-terrein is gevestigd, is daarvan een goed voorbeeld. De overgangszone ligt tussen de groeve en het bedrijfsterrein en richt zich in de toekomst op recreatie/wellness, horeca en creatieve bedrijvigheid. De Stichting Ontwikkelingsmaatschappij ENCI-gebied nam vanaf 2016 de ontwikkeling hiervan voor haar rekening.
Aan de zuidzijde van de groeve is in 2010 een fiets- en mountainbikepad geopend, nadat hier al eerder nieuwe wandelpaden waren aangelegd. Vanaf dat jaar stond de mergelwinning door ENCI mede in het teken van het Plan van Transformatie. De 135 hectare grote groeve is omgevormd tot een natuurgebied met diverse vormen van recreatie. Er is een grote, natuurlijk ogende groeve gerealiseerd met diverse kalkterrassen en steilwanden, kalkhellingen en een centrale waterplas. Voor wandelaars zijn voorzieningen aangelegd in de vorm van wandelpaden, beklimbare hellingen, een spectaculaire, 108 treden tellende trap met uitzichtplatform, een horecapaviljoen en parkeervoorzieningen. Het uitzichtplatform werd in oktober 2015 opengesteld voor het publiek.
Op 12 april 2017 werd de groeve (gedeeltelijk) opengesteld voor het publiek en werd ook de trap (vanaf het uitzichtplatform de groeve in) opengesteld. In zeven weken tijd bezochten 90.000 mensen de groeve, waarbij met name het strand bij de waterplas populair bleek. Op 2 juni besloot Natuurmonumenten de groeve voor onbepaalde tijd te sluiten vanwege de overlast (parkeerproblemen, zwerfvuil, vandalisme en alcohol- en drugsmisbruik) en de te grote druk op de natuur. Van het geplande bedrijvenpark is anno 2020 nog weinig terechtgekomen, onder andere door de veranderde regelgeving in verband met de stikstofproblematiek. Initiatieven voor een crematorium, een museum en andere vormen van wellness en toerisme zijn om uiteenlopende redenen afgeketst. HeidelbergCement, het moederbedrijf van ENCI, beëindigde in augustus 2020 haar activiteiten in Maastricht. Op dat moment was er nog geen definitief inrichtings- en beheerplan voor de groeve, omdat de vier voornaamste partijen in het Plan van Transformatie (gemeente, provincie, ENCI en Natuurmonumenten) het niet eens konden worden over de gewenste inrichting en de kosten van het beheer.
Het ENCI-gebied werd in 2022 voor 8,1 miljoen euro gekocht door de Brabantse projectontwikkelaar Limburg Real Estate. In hetzelfde jaar verscheen een uitgebreide cultuurhistorische verkenning met toekomstgerichte aanbevelingen van het onderzoeksbureau Crimson Historians & Urbanists. Het Delftse architectenbureau Mecanoo van Francine Houben kreeg opdracht concrete plannen te maken voor het gebied, samen met het Amsterdamse bureau Rademacher de Vries Architects, die de eerdergenoemde trap ontwierpen. Men besloot af te zien van een allesomvattend masterplan, om zo ruimte te laten voor toekomstige ontwikkelingen. Het 33 hectare grote fabrieksterrein werd opgedeeld in zeven gebieden, die elk een eigen karakter zullen hebben. Toekomstige functies kunnen zijn: innovatieve en creatieve bedrijvigheid, studentenhuisvesting, recreatie en natuurontwikkeling. In verband met de sterk uiteenlopende opvattingen over de toekomstige inrichting van de centrale allee en de 180 meter lange cementoven, werd besloten te beginnen met een kleiner project: de herbestemming van de zogenaamde Slakkenhal (Piet Dingemans, 1960) tot museum.

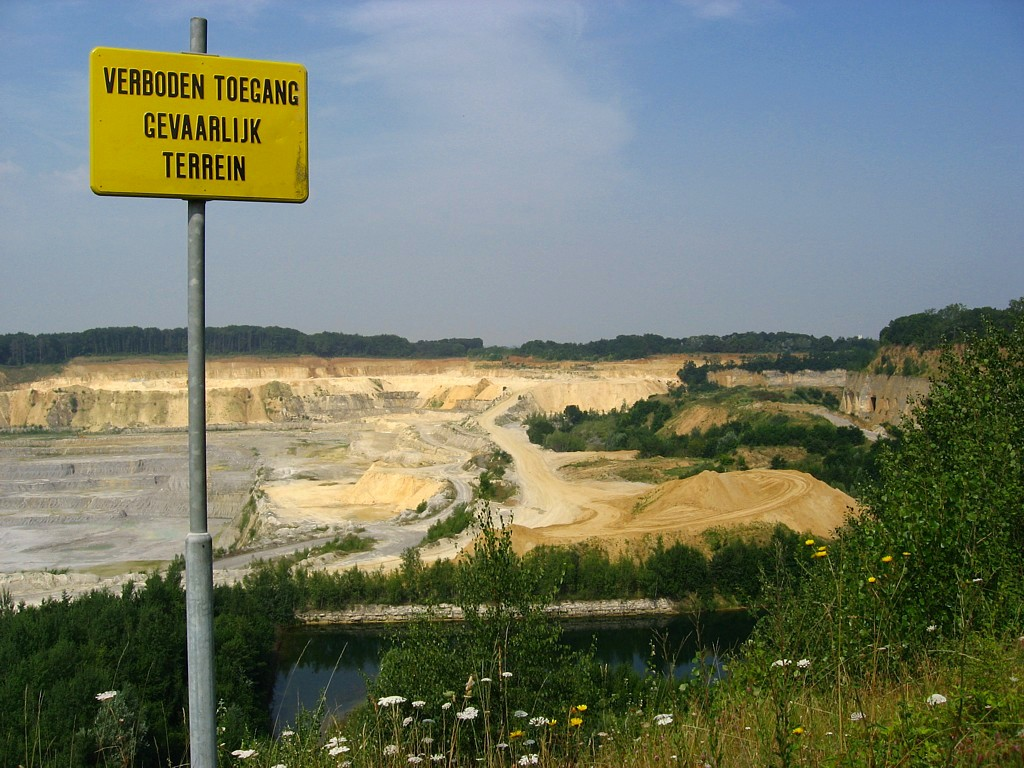
Verboden toegang, 2008
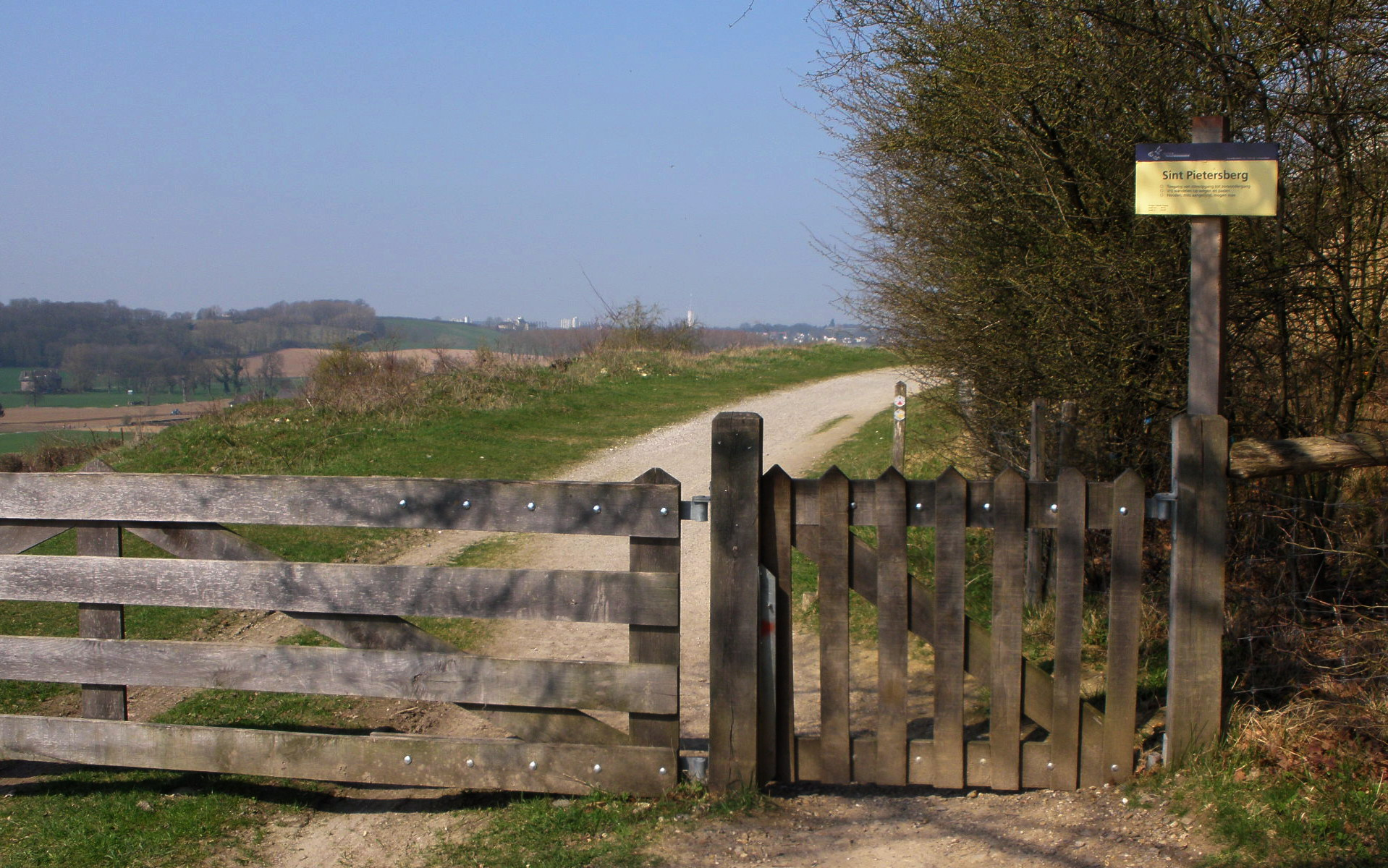
Wandelweg langs groeve, 2012
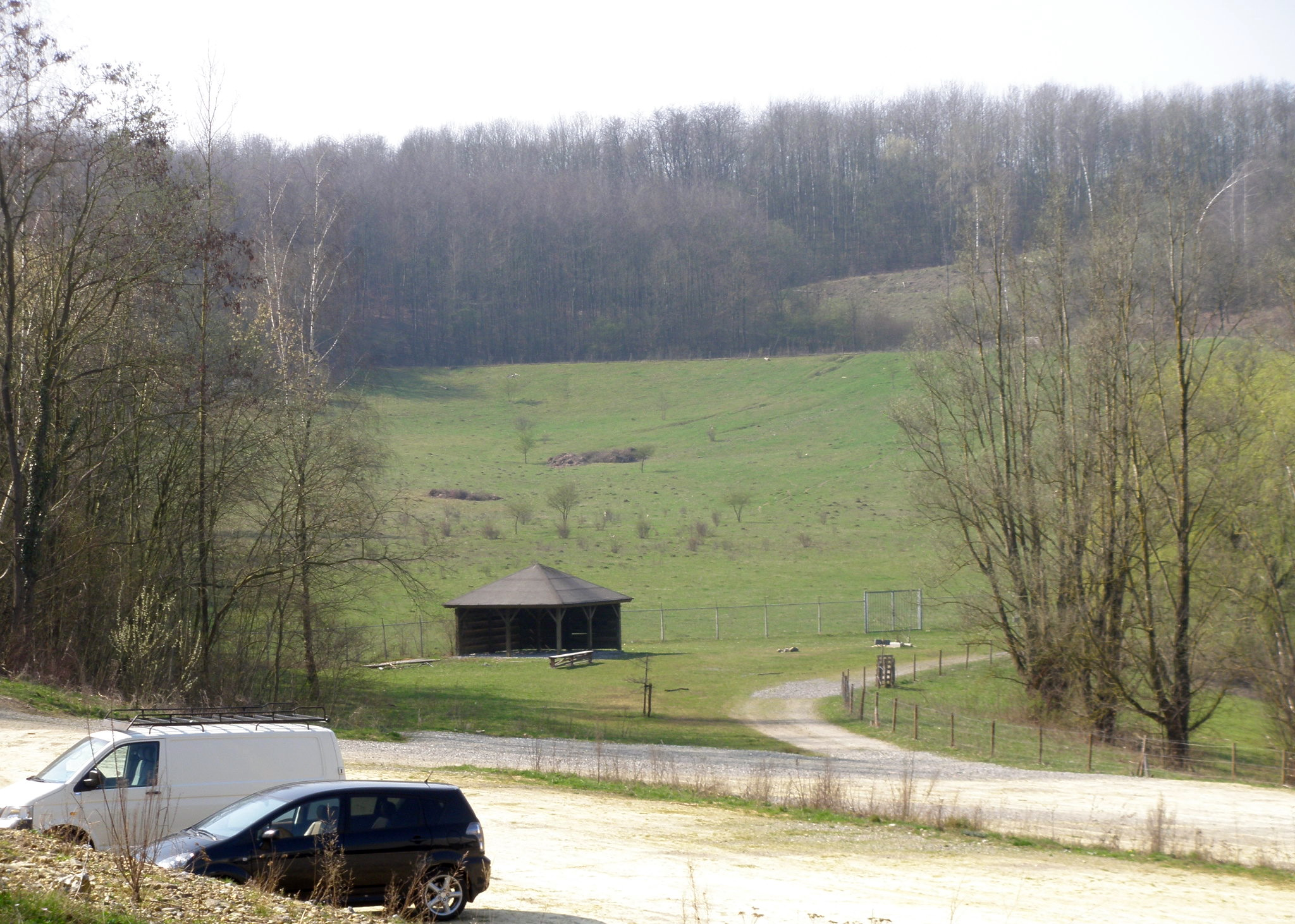
Parkeerterrein bezoekers, 2012
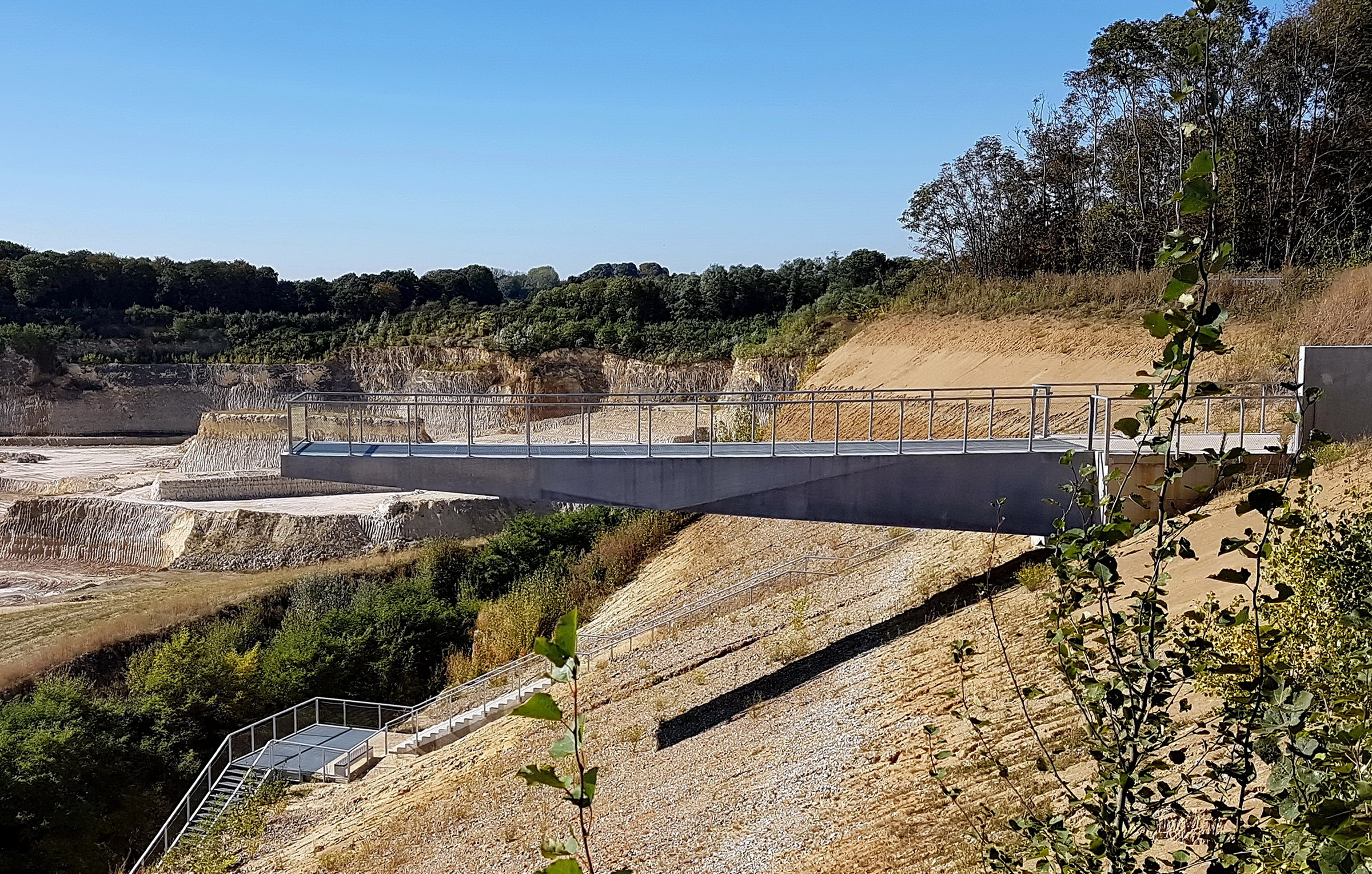
Uitzichtplatform, 2016
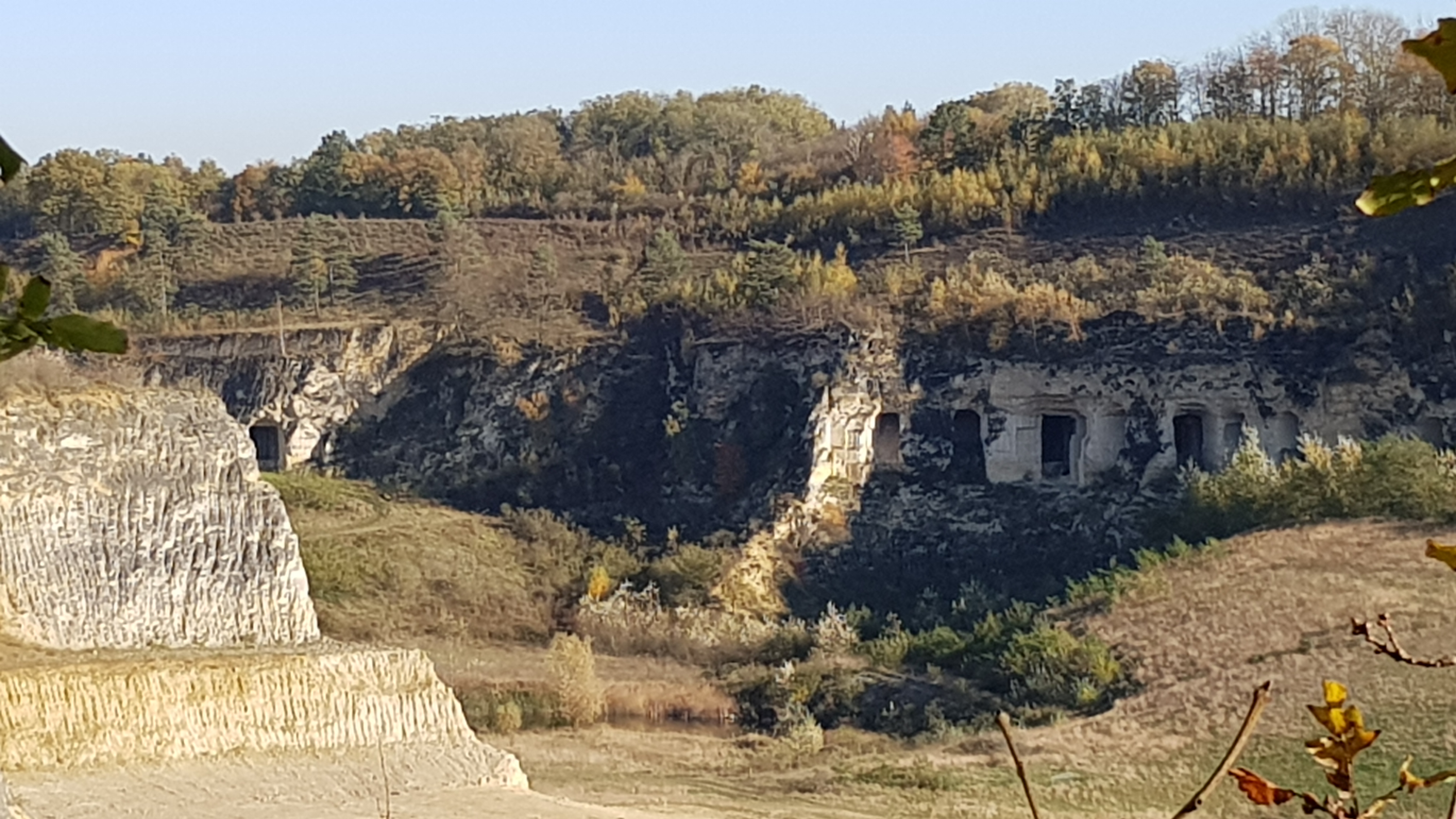
Oehoevallei, 2019
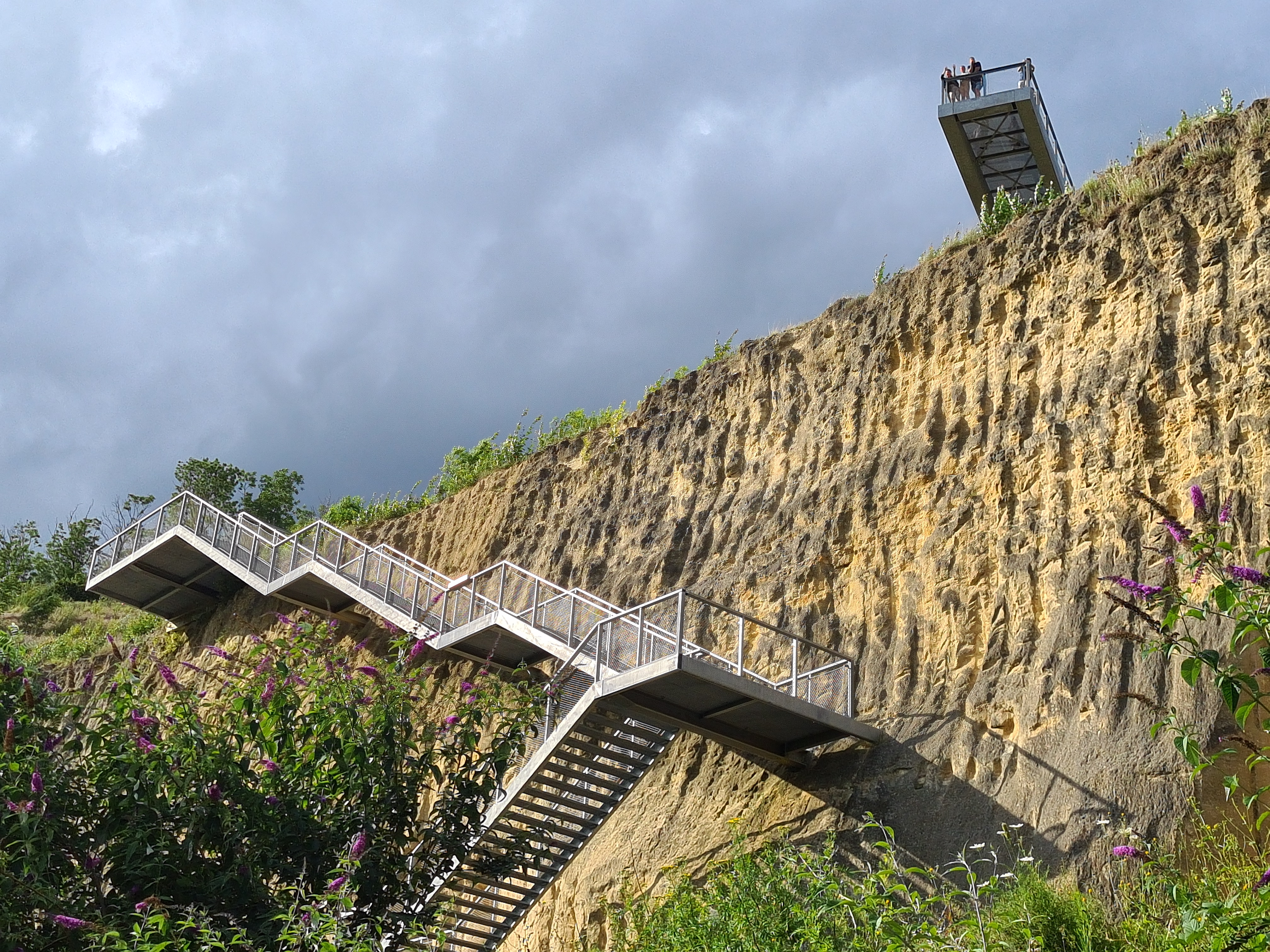
Trap en uitzichtplatform, 2021
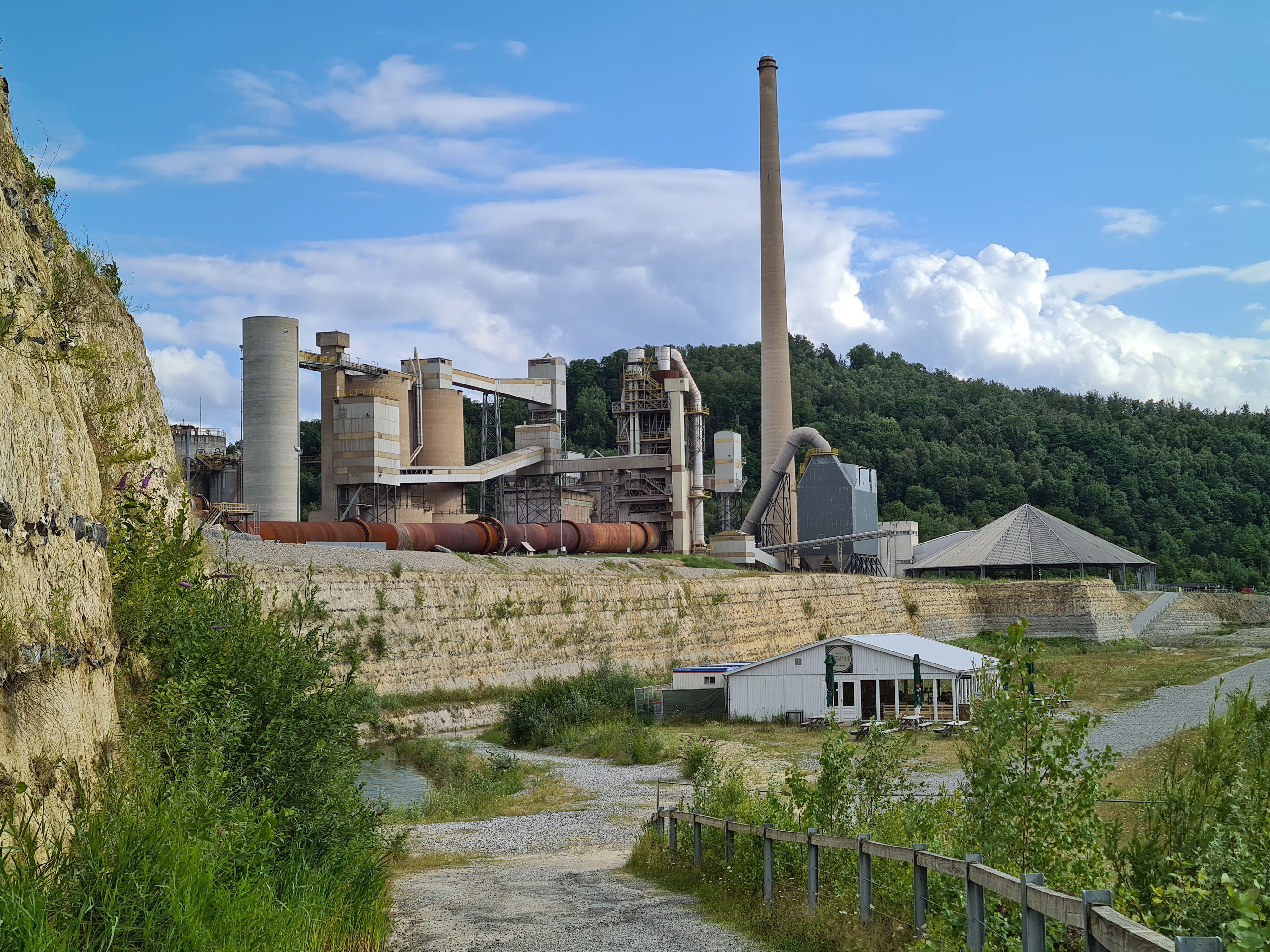
Fabrieksinstallaties en Observant, 2021
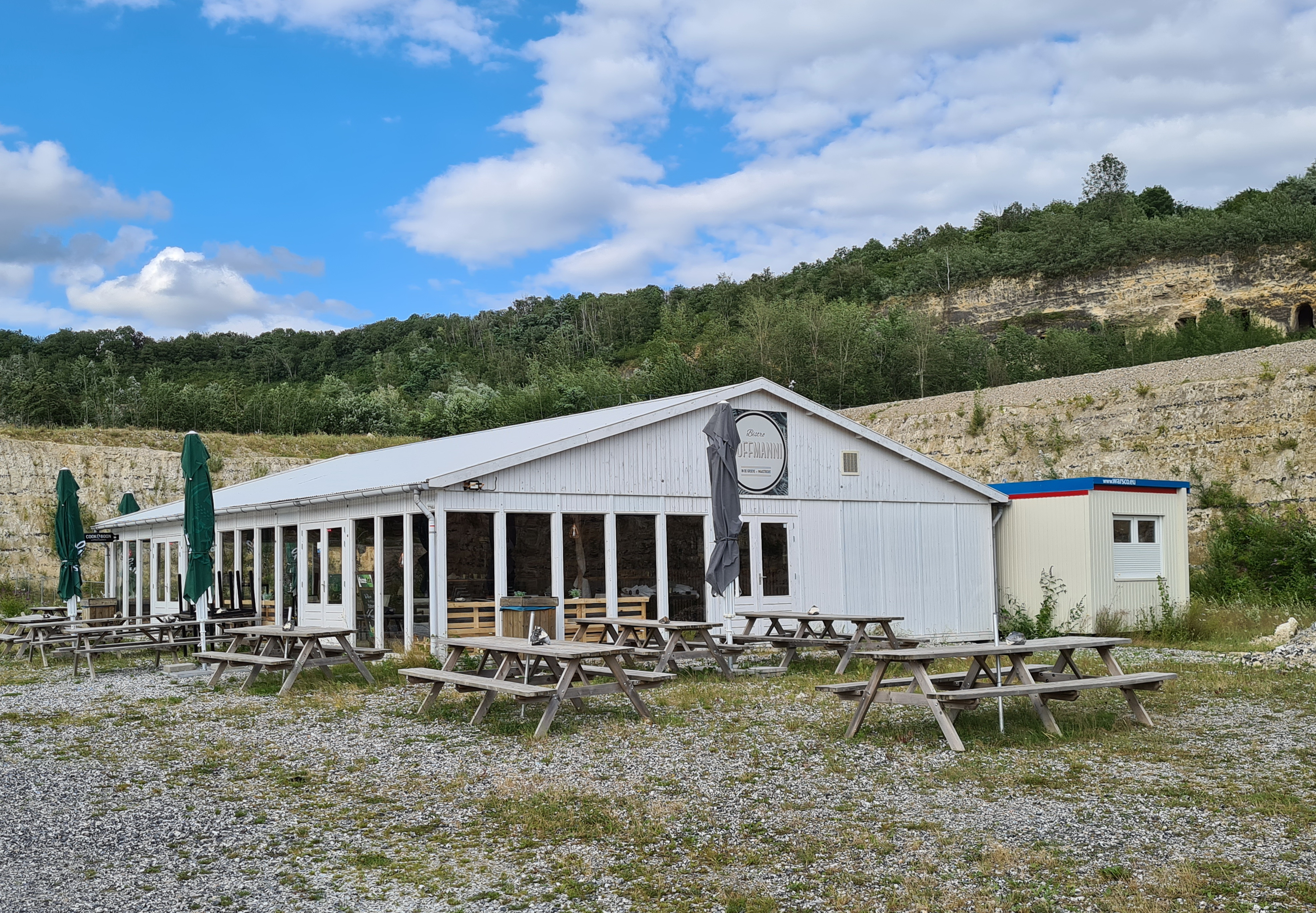
Horecapaviljoen, 2021

## Geologie en paleontologie

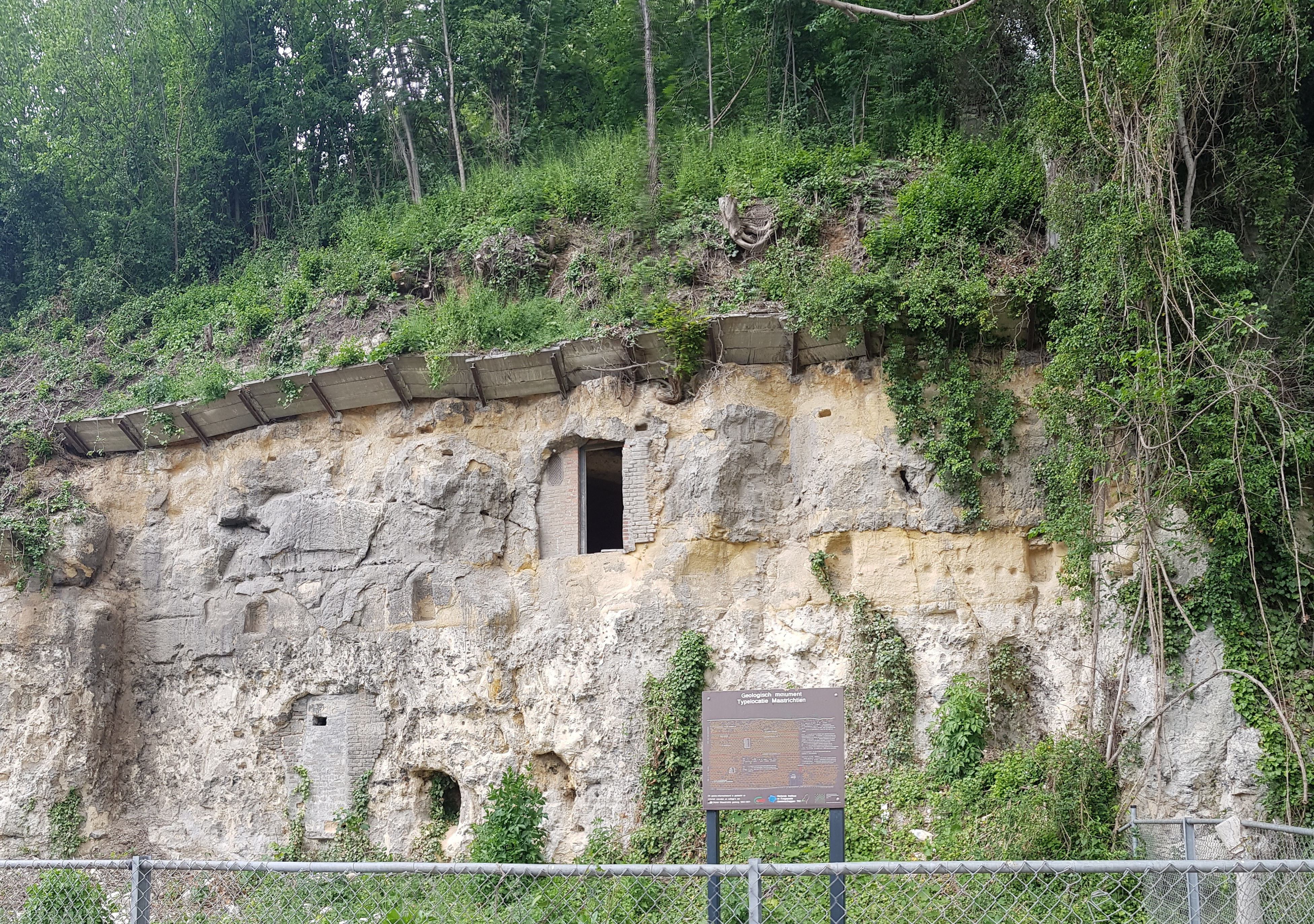
Geologisch monument Typelocatie Maastrichtien, 2020

De groeve is geologisch gezien interessant met gesteenten die gevormd zijn in het naar Maastricht genoemde tijdvak Maastrichtien, aan het eind van het Krijttijdperk. De hier aangetroffen gesteenten staan bekend als de Formatie van Maastricht en bestaan grotendeels uit kalksteen ("Limburgse mergel"), afgewisseld met vuursteenknollen. De Nederlandse Geologische Vereniging, afdeling Limburg organiseert regelmatig geologische excursies naar de kalksteengroeve. Onder de hoeve Lichtenberg bevindt zich het Geologisch monument Typelocatie Maastrichtien.
Op het gebied van de paleontologie geniet de groeve grote bekendheid vanwege de fossielen uit het Krijt, die hier veelvuldig voorkomen. Al in de 18e eeuw werd hier de schedel van een Mosasaurus of Maashagedis gevonden, aanvankelijk aangeduid als "krokodil" of "grand animal de Maestricht", een fossiel dat zich thans in de Galerie de paléontologie et d'anatomie comparée in Parijs bevindt. Ook het Museum voor Natuurwetenschappen in Brussel en het Teylers Museum in Haarlem bezitten fossielen van Maastrichtse mosasaurussen. In het Natuurhistorisch Museum Maastricht is een reconstructie van het complete skelet van deze mosasaurus te zien. In 1998 werden in de groeve de kaak en botten van een Prognathodon saturator aangetroffen, een uitgestorven reuzehagedis die verwant is aan de mosasaurus. Het fossiel kreeg in Maastricht bekendheid onder de naam Bèr, naar de vinder. In 2012 en 2015 werden opnieuw delen van skeletten van maashagedissen aangetroffen, respectievelijk Carlo en Lars gedoopt. In het Natuurhistorisch Museum Maastricht bevindt zich een uitgebreide verzameling fossielen, waarvan een aanzienlijk deel afkomstig is uit de ENCI-groeve.

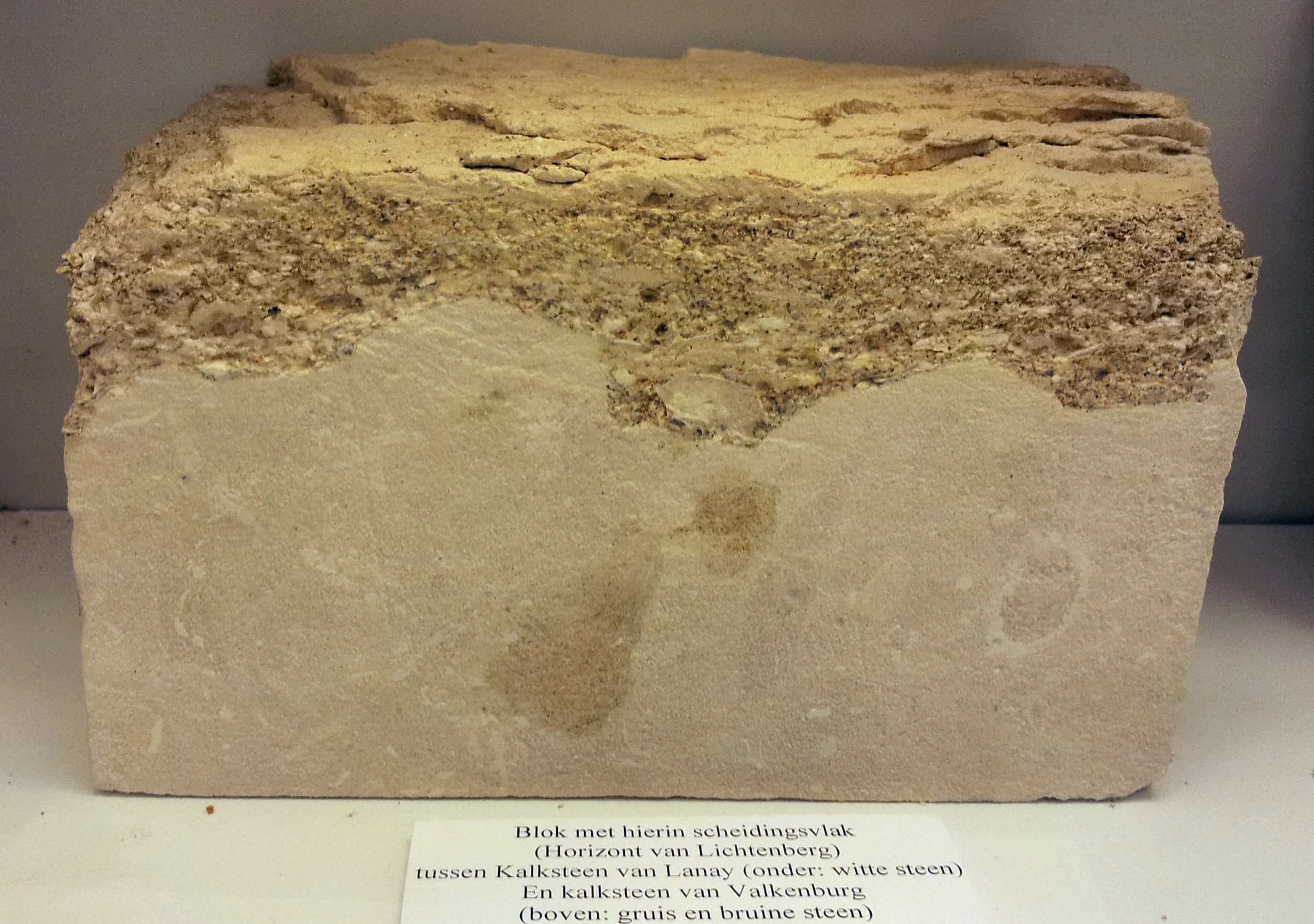
Mergelblok met twee soorten kalksteen
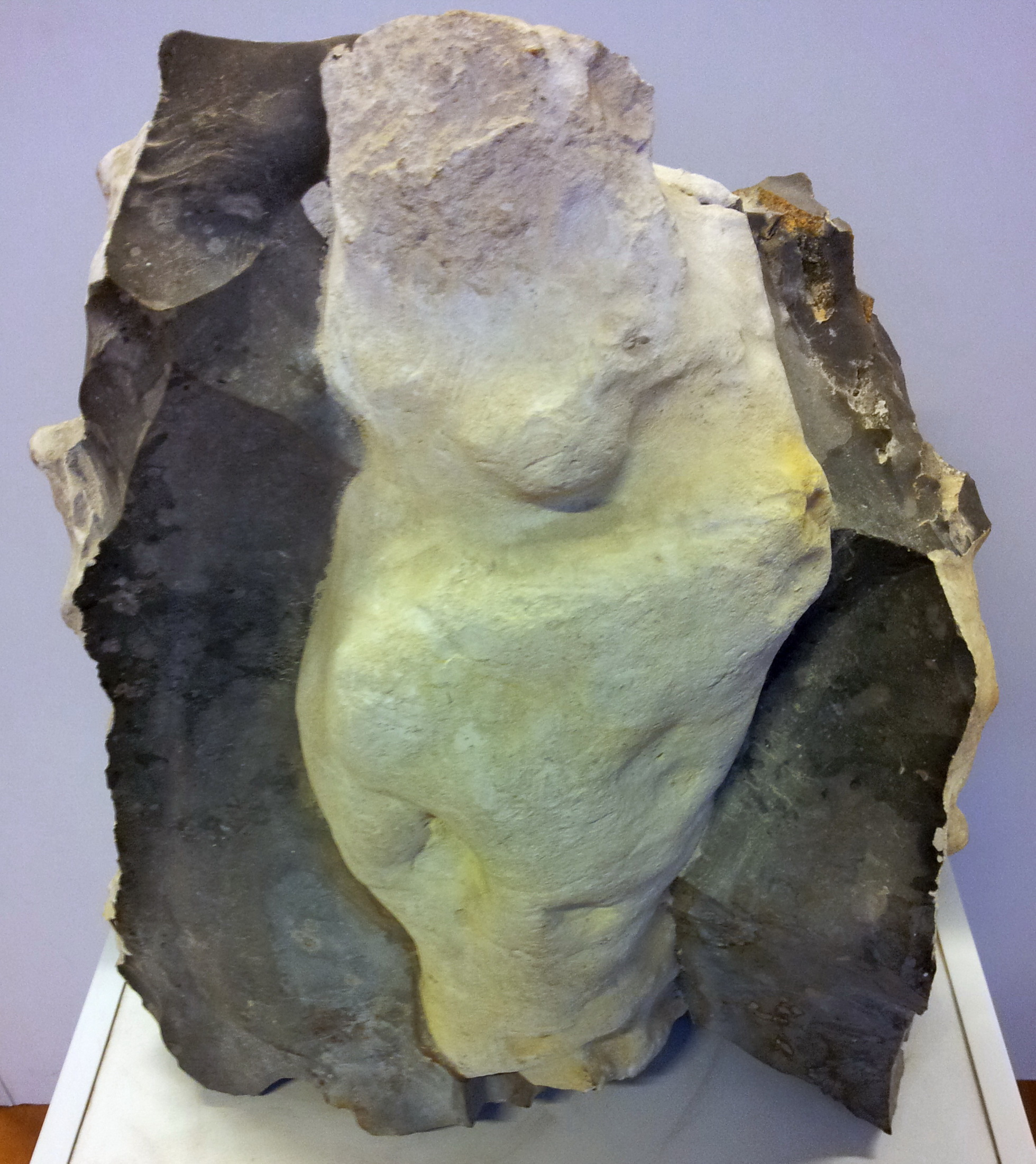
Vuursteenformatie
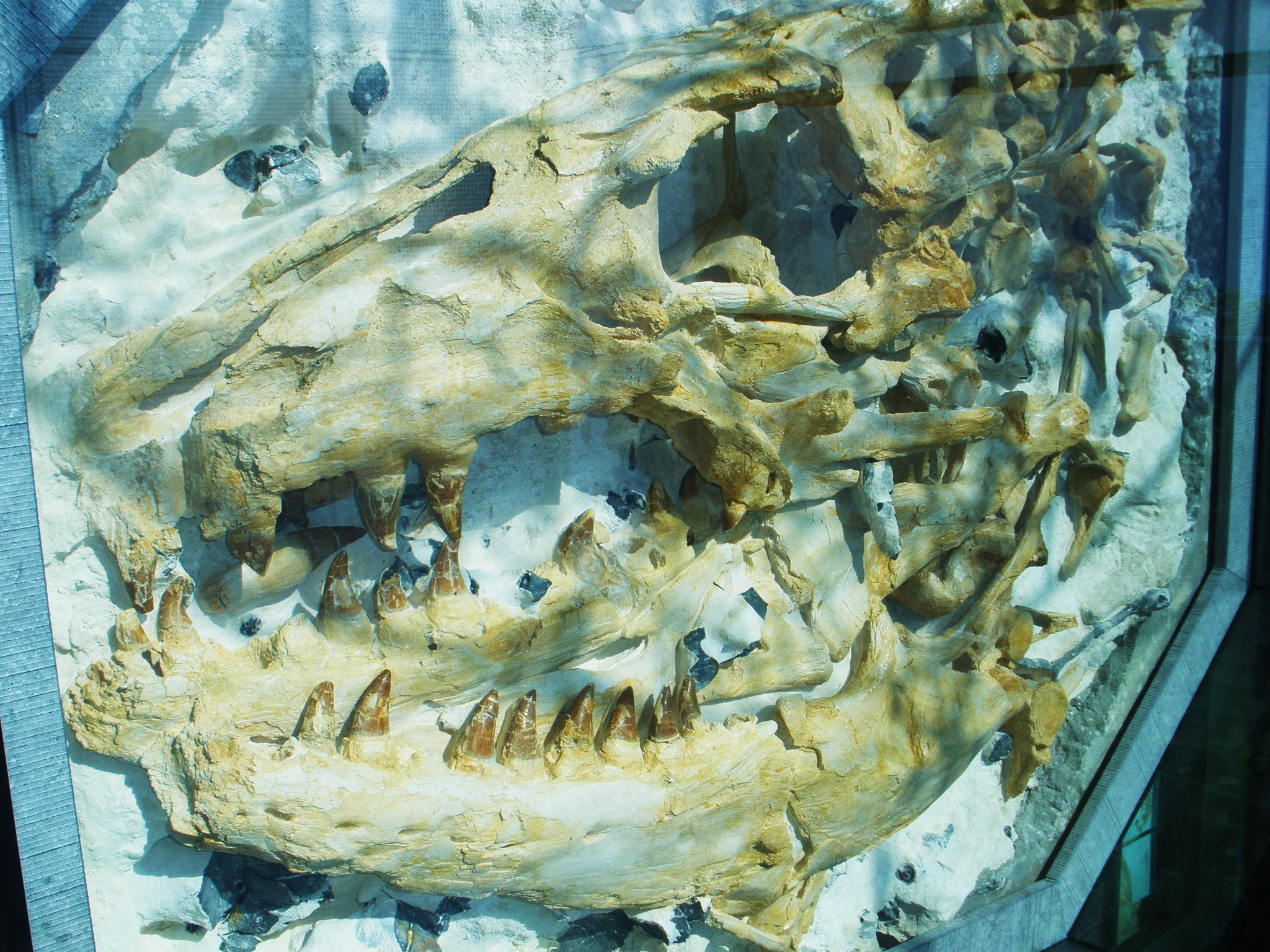
Prognathodon saturator ("Bèr")
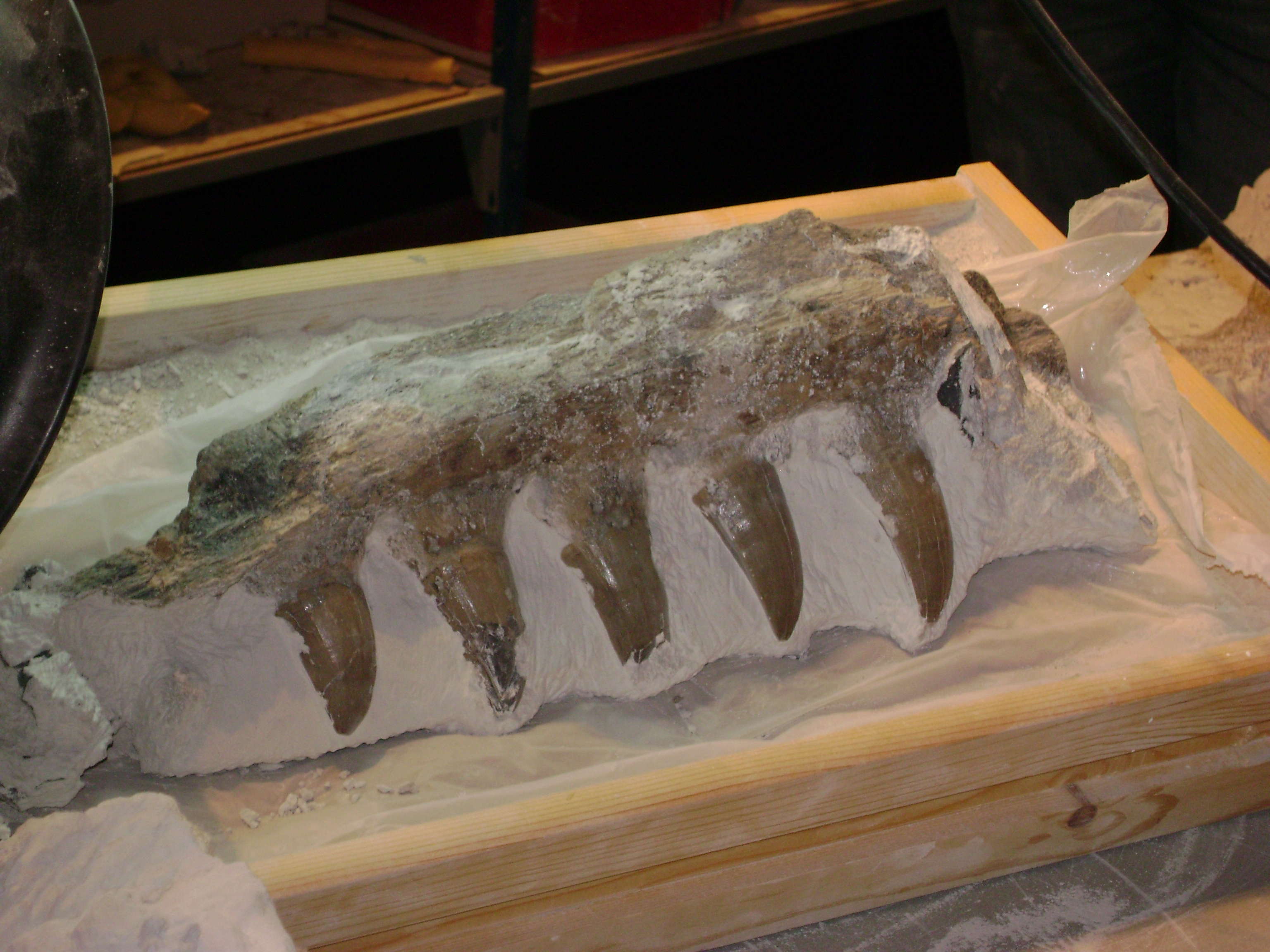
Prognathodon sectorius(?) ("Carlo")
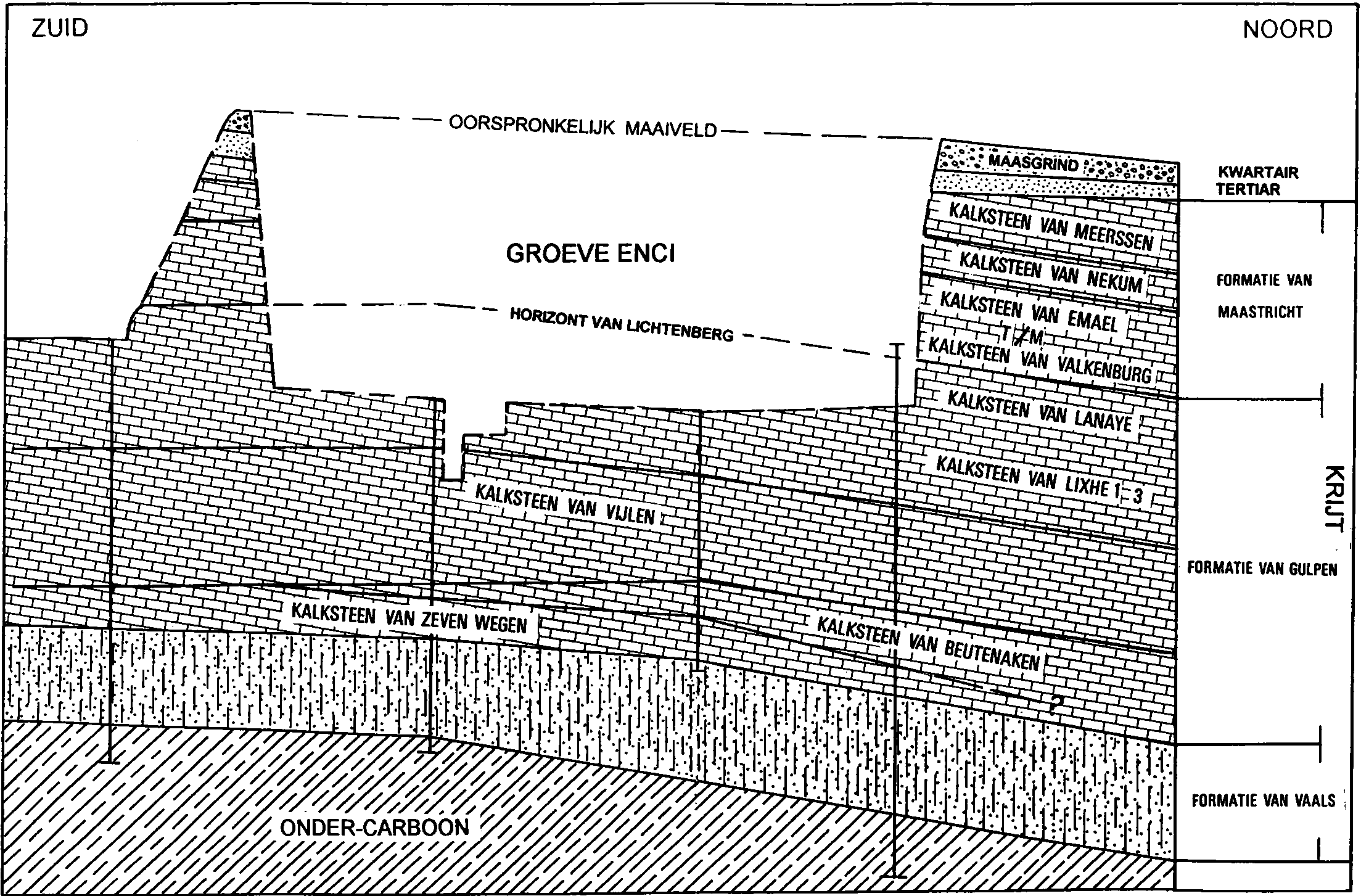
Geologische doorsnede van de ENCI-groeve
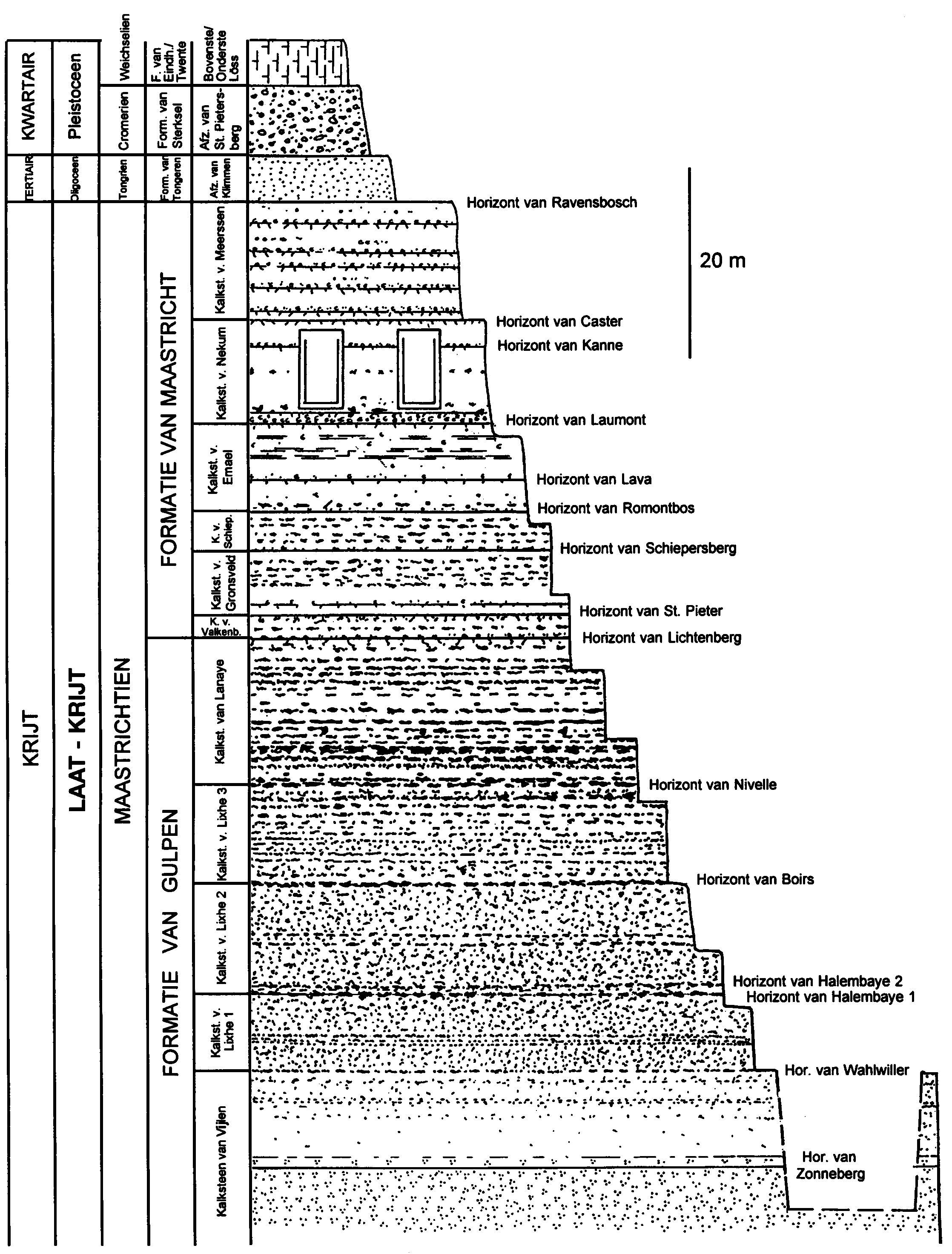
Schematisch profiel door de ENCI-groeve
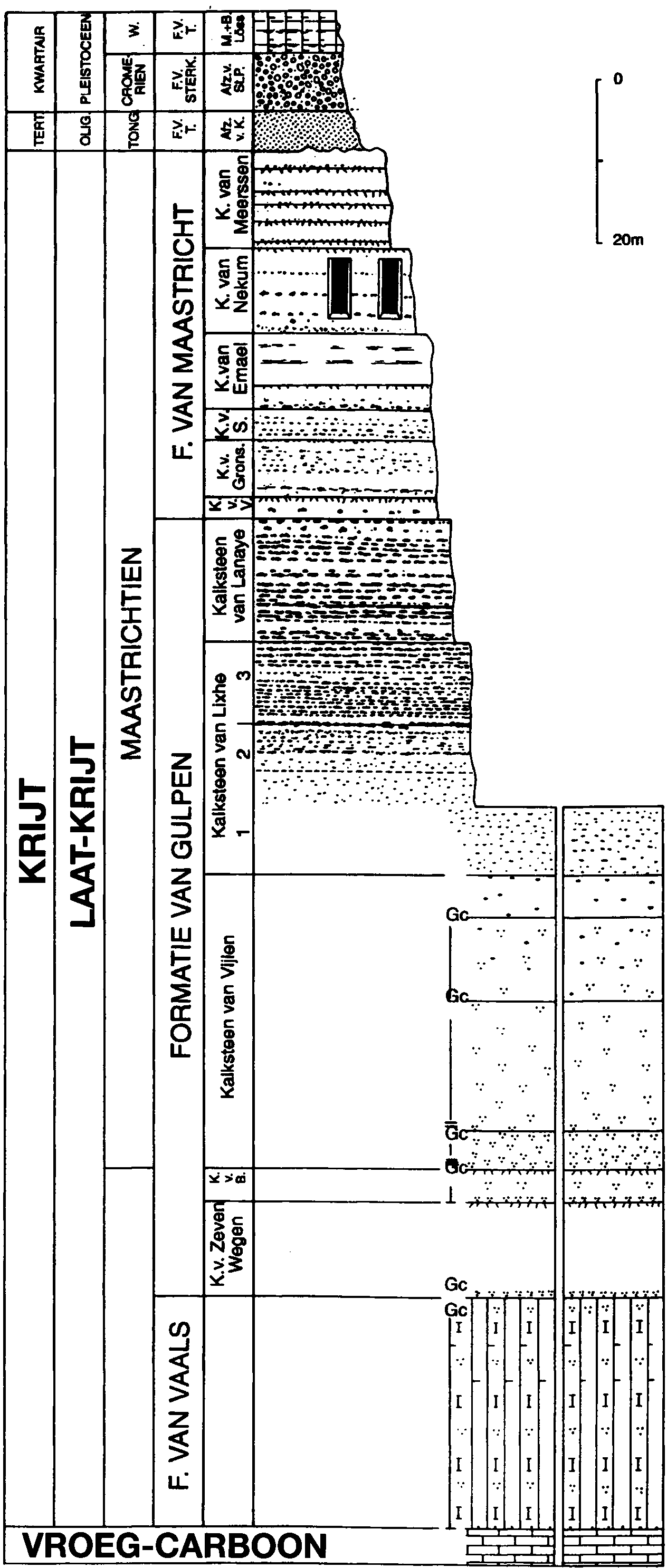
Profiel met boring

## Natuur

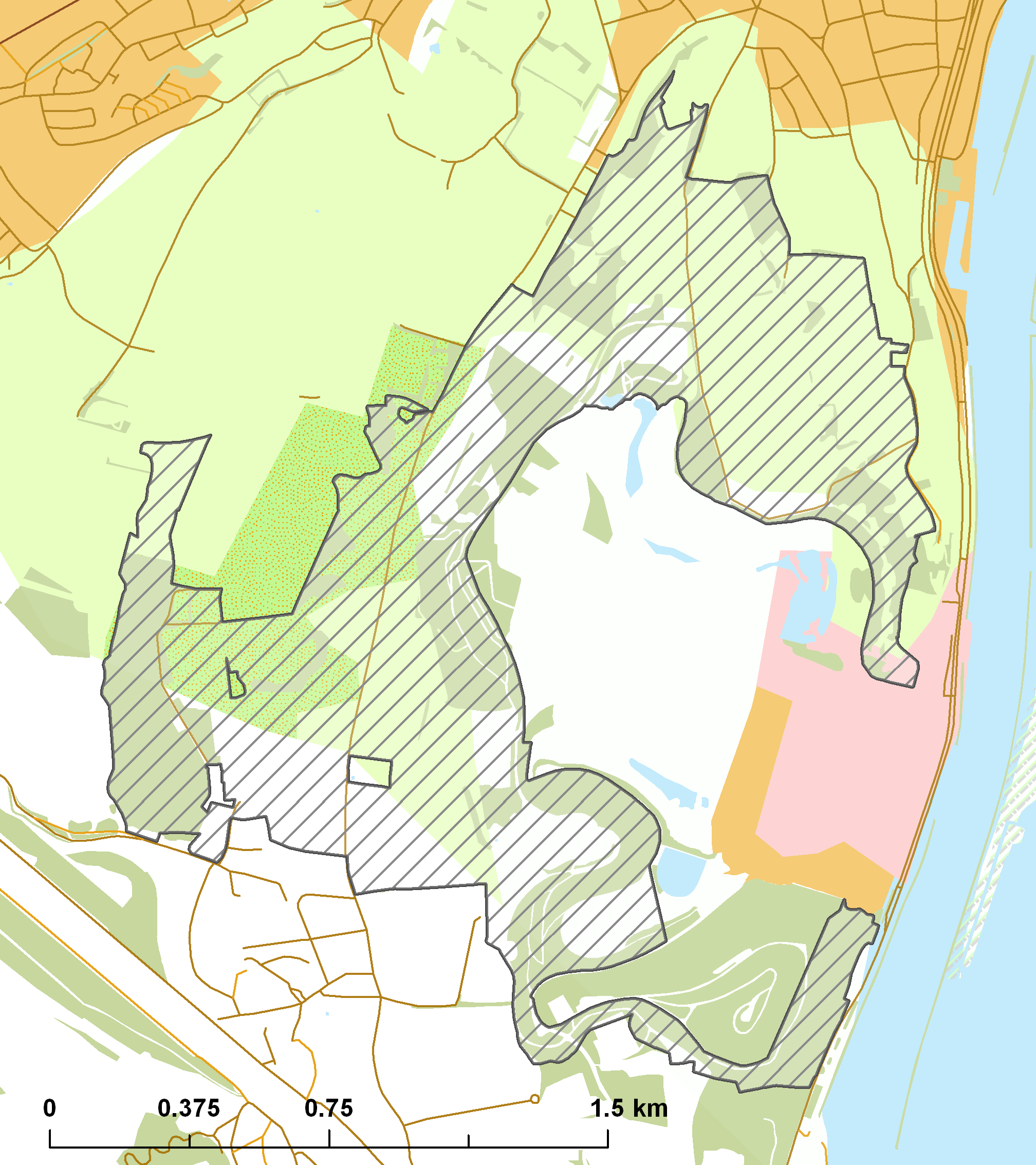
Natura 2000-gebied

De ENCI-groeve grenst aan het Habitatrichtlijngebied "Sint-Pietersberg en Jekerdal", dat onderdeel is van het Natura 2000-gebied Grensmaas. Op delen van het plateau van de Sint-Pietersberg zijn voor Nederland zeldzame kalkgraslanden gerealiseerd. Aan de zuidzijde van de ENCI-groeve ligt de heuvel D'n Observant. Deze beboste heuvel is door ENCI opgeworpen met de onbruikbare deklagen die bij het afgraven van de mergel vrijkwamen. Het vlak daarbij gelegen ENCI-bos is in het verleden bij wijze van natuurcompensatie door de cementfabriek aangeplant. Eind 2010 droeg ENCI een deel van het ENCI-bos, D'n Observant en de zogenaamde Oehoevallei over aan de Natuurmonumenten. Sinds 1997 is een deel van de groeve de broedlocatie van een oehoe-paar. Aan de rand van de groeve zijn een aantal vogelobservatieposten met verrekijkers ingericht. Bovenop de noordoostelijke groeverand ligt het Slavantebos.